# Euphrasia flabellata
Euphrasia flabellata là loài thực vật có hoa thuộc họ Cỏ chổi. Loài này được Pennell mô tả khoa học đầu tiên năm 1943.